# Oligobrachia dogieli
Oligobrachia dogieli är en ringmaskart som beskrevs av Ivanov 1957. Oligobrachia dogieli ingår i släktet Oligobrachia och familjen skäggmaskar. Inga underarter finns listade i Catalogue of Life.